# Charles Sarazin
Pour les articles homonymes, voir Sarazin.
 (août 2017).
Charles Marie Lucien Sarazin (parfois mal orthographié Sarrazin, né le 14 novembre 1873 à Bourges et mort le 17 mars 1950 au Rayol-Canadel-sur-Mer) est un architecte et un décorateur français.

## Biographie
Charles Sarazin est né à Bourges le 14 novembre 1873 dans une famille strasbourgeoise d'optants, ayant quitté l'Alsace en 1870. Élève à l'ENSBA à Paris, il y rencontre Henri Sauvage, né la même année que lui. De cette rencontre découlera une amitié sincère et une association très fructueuse.

### Une association foisonnante avec Henri Sauvage
Sarazin et Sauvage sont associés entre 1902 (ou 1900 ?) et 1916. Il est probable qu'au sein de cette association Sarazin s'occupait plutôt des affaires, laissant à Sauvage le travail de projet à proprement parler (le style des dessins qu'on peut facilement attribuer à Henri Sauvage conforte cette hypothèse).
Quoi qu'il en soit, ils deviennent ensemble architectes de la Société anonyme des logements hygiéniques à bon marché, fondée en 1903, et participent à de nombreuses expositions où leur talent est récompensé, comme à l'exposition universelle de 1906 à Milan où ils obtiennent la médaille d'or des Arts décoratifs.

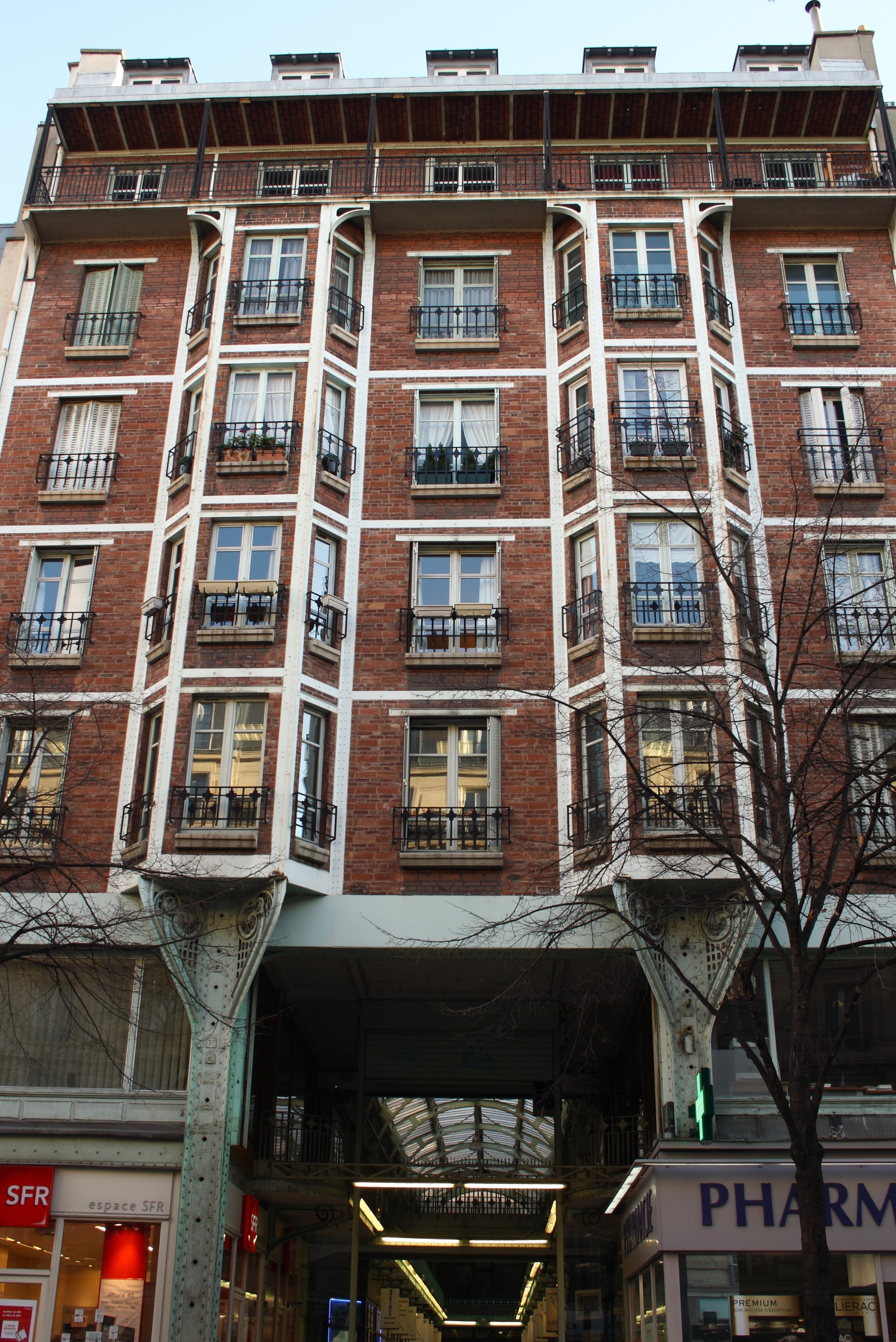
La Cité l'Argentine, avenue Victor-Hugo à Paris 16e, 1904

Sauvage et Sarazin réalisent à Paris des immeubles de rapport d'un rationalisme constructif démonstratif, comme le 17 rue Damrémont, Paris 18e (1902), la Cité l'Argentine, 111 avenue Victor-Hugo, Paris 16e (1904) et le 7 rue Danville, Paris 14e (1904), d'un Art nouveau élégant comme le 22 rue Laugier, Paris 17e (1904), ou bien d'une esthétique aussi gracieuse qu'académique comme le 29 rue La Boétie, Paris 8e (1911). L'agence Henri Sauvage et Charles Sarazin travaille beaucoup avec le frère de celui-ci, l'ingénieur et homme d'affaires Paul Sarazin par qui le tandem reçoit de lucratives commandes d'hôtels balnéaires d'esthétique le plus souvent conventionnelle, mais d'une technique constructive parfois très avancée pour l'époque, qu'Henri Sauvage, très soucieux de sa réputation d'architecte novateur, a toujours cachée à ses contemporains. Ainsi Sauvage et Sarazin réalisent l'hôtel Princess, 2, boulevard Sainte-Beuve à Boulogne-sur-Mer (Pas-de-Calais, 1906), le Trianon Hôtel des Terrasses au Tréport (1908-1911, détruit), le Palace Hôtel de Monterrey (Mexique, 1909-1911, aujourd'hui Gran Hotel Ancira), la reconstruction de l'Hôtel Frascati au Havre (Seine-Maritime, 1910, détruit), le Golf Hôtel de Beauvallon à Grimaud (Var, achevé en 1911 par Julien Flegenheimer), l'hôtel du Parc à Bourbonne-les-Bains (Haute-Marne, 1913).
Sauvage développe à partir de 1909 un ingénieux système d’immeubles à gradins, dont Charles Sarazin et lui déposent le brevet en 1912. Les seules applications en ont été l'immeuble à gradins du 26, rue Vavin, Paris 6e, en 1912-1913 (Francis Jourdain y a aménagé son propre appartement), et celui du 13 rue des Amiraux (et sa célèbre piscine construite dans le volume central de l'immeuble), en 1913-1930, l'un et l'autre couvert de carrelage « métro » de l'entreprise Boulenger et Cie, dont l'effet sensationnel ne contribua pas peu à la célébrité.
Les deux associés se séparent en 1916. Toutefois, cette séparation ne paraît pas compromettre leur solide amitié.

### L'après Première Guerre mondiale
Après son mariage le 10 juillet 1909 à Paris avec Suzanne Robiquet, Sarazin part en voyage au Mexique, où vit une partie de sa famille. Il y construit un hôtel à Mexico et des résidences de luxe à Tampico.
De retour en France, il est appelé à étudier un projet d'abattoir pour la Société d'abattoirs modernes. À ce titre, il effectue un voyage d'étude d'un an à Chicago aux États-Unis, pour ensuite construire les Abattoirs industriels de Toulouse.
Après 1918, il s'installe à Lille sur le conseil de son frère, ingénieur des mines dans le Nord, et y réalise des nombreux immeubles et des cités ouvrières pour les compagnies houillères.
Il revient à Paris en 1926 et installe une nouvelle agence d'architecture dans un hôtel particulier rue Raffet, dans le 16e arrondissement. Mais l'absence de commandes le pousse à s'installer dans le midi où il s'associe à l'architecte René Darde de Sainte-Maxime, avec qui il construit des immeubles à Toulon, et un cinéma à Bastia.

## Le Canadel - l'engagement d'une vie

### Un lieu de villégiature personnelle

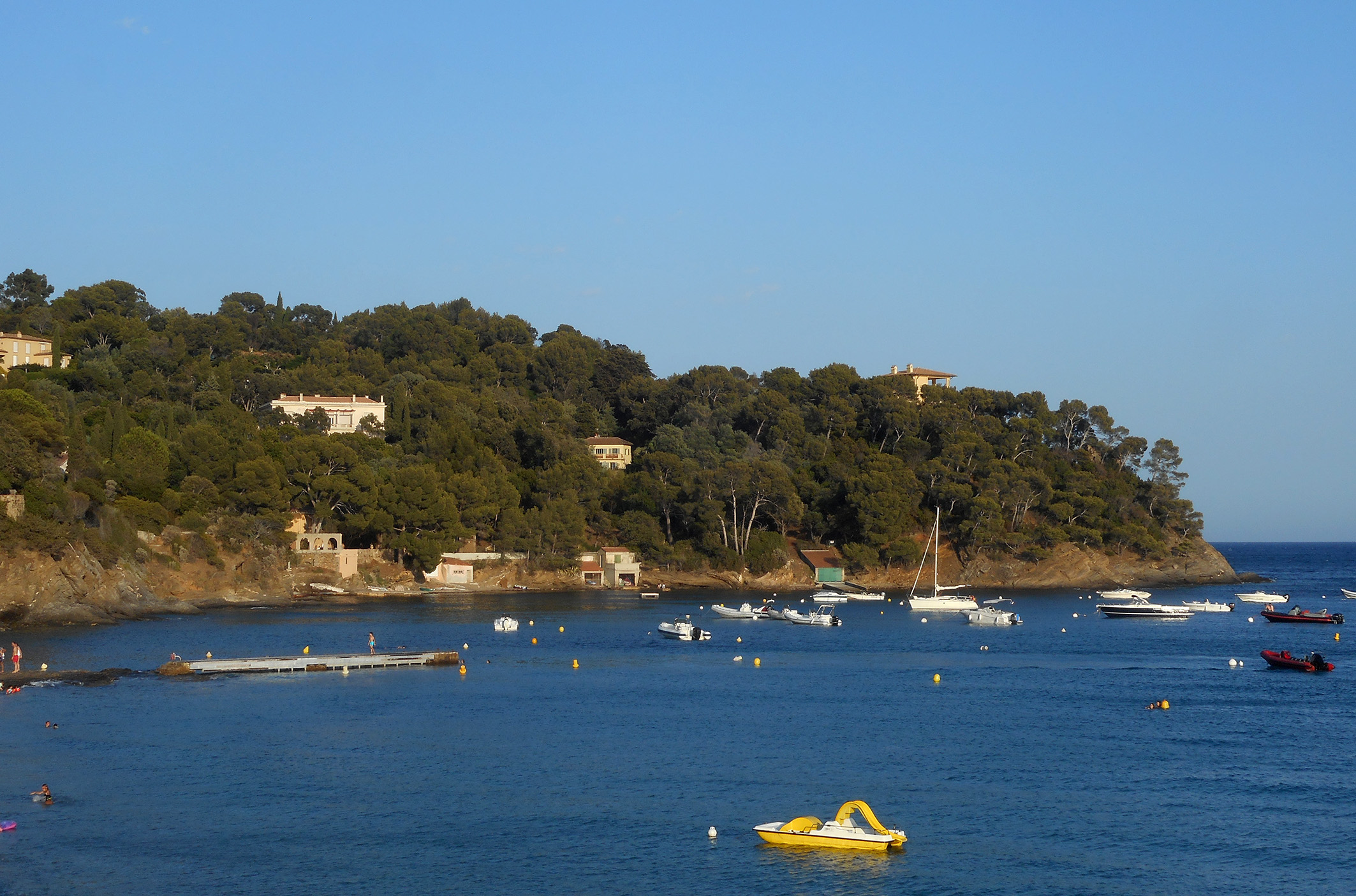
Villa "San Marino", tout à droite, et Villa Pompéienne, blanche, à gauche, construites par Charles Sarazin au Canadel, au début du XXe siècle.

Sarazin cultive plusieurs facettes très variées. Par exemple, passionné de musique, il a tenu les orgues de la cathédrale de Versailles. Mais sa passion secrète reste la côte varoise alors encore très sauvage, et notamment le Canadel qu'il découvre au tout début du XXe siècle. Comment découvre-t-il le Canadel ? La question reste ouverte. À la même époque, deux autres architectes parisiens « lancent » aussi ce petit morceau de côte : Albert Sélonier et Albert Saint Blancard. Peut-être qu'une discussion commune, ou des liens d'amitiés, en sont à l'origine.
L'endroit est alors quasi désert, mais tout de même traversé depuis 1889 par la ligne des Chemins de fer de Provence, et le site est enchanteur. Sarazin achète en 1904 plusieurs hectares sur la pointe de Malpagne qui offre un panorama grandiose entre la baie du Rayol et la baie du Canadel. Il fait construire une imposante villa, San Marino, décorée d'une vaste frise peinte antiquisante, souvenir de ses voyages à Pompéi et en Étrurie, et dont l'aménagement intérieur témoigne d'une importante modernité. Les pièces de service sont rejetées dans un sous-sol à moitié enterré. La modernité se retrouve aussi dans les vastes et nombreuses ouvertures qui percent les façades. En parallèle, et parce que la solitude du lieu impose une quasi autarcie, Sarazin fait creuser un puits et crée une ferme et des terrasses pour une exploitation potagère. En contrebas de la villa, au ras des flots, un garage à bateau est construit.
Dans la foulée, Sarazin fait construire sur ses terrains la Villa Pompéienne. Cette villa reprend les principes d'architecture des villas romaines autour d'un atrium central. Sarazin avait poussé le décor à l'antique avec l'ajout de colonnes, de mosaïques, etc., ce qui n'est pas sans rappeler l’œuvre de Pontremoli à Beaulieu-sur-Mer avec la villa Kérylos. Orientée sud-ouest, la façade de la Pompéienne s'ouvre sur la baie du Canadel.
Ces deux villas reflètent parfaitement le goût d'un architecte bourgeois et esthète, amoureux des arts.

### Un engagement pour la «commune»
Le Canadel est alors portion de la commune de La Môle. Cette dernière, consciente du caractère particulier de la bande littorale et des velléités en 1919 des « étrangers » (les riches hivernants) à être rattachés au Lavandou, accepte en 1924 de créer un poste d'adjoint spécial section Rayol-Canadel-Pramousquier, entériné par décret présidentiel du 5 août de la même année.. Après Camille Bessy, c'est Charles Sarazin qui occupe ce poste à partir de 1929. Il propose la même année avec l'architecte Mas un plan pour la chapelle (future église Sainte-Thérèse) du Rayol, non réalisé mais dont l'esprit inspira Guesnot, architecte de l'édifice construit.
En 1930, le conseil municipal de La Môle charge Sarazin d'étudier les possibilités de construction d'un cimetière au Rayol-Canadel-Pramousquier, ceux du Lavandou ou de La Môle étant assez éloignés. Il faudra attendre 1952 pour que le projet aboutisse.
En 1933, Sarazin, contraint à de nombreux déplacements professionnels, présente sa démission du conseil municipal. Le poste restera vacant pendant plusieurs années.
On doit aussi à Sarazin d'avoir été à l'origine des travaux d’adduction d’eau potable pour le Canadel.

## Principales réalisations

### En son nom propre
- 1903-1904, immeuble de rapport, 7 rue de Trétaigne, Paris 75018.
- Vers 1904-1906, Villa San Marino, chemin de la Tour des Sarrazins, Le Canadel. Pour son usage personnel.
- Villa La Pompéienne, chemin de la Tour des Sarrazins, Le Canadel, destinée aux parents proches de Sarazin. La villa a été rebaptisée après la Seconde Guerre mondiale Mamounia.
- Villa Kypris, chemin de la Tour des Sarrazins, Le Canadel.
- Villa Mañana, Le Canadel.
- 1948, Pavillon Bagaud, avenue Sarrazine, Le Rayol[7].

### En association avec Sauvage
- 1903 : immeuble de rapport, 17 rue Damrémont, Paris 18e (première collaboration avec Henri Sauvage),
- 1904, Cité l'Argentine, 111 avenue Victor-Hugo, Paris 16e,
- 1904, immeuble de rapport, 22 rue Laugier, Paris 17e,
- 1903-1904, villa Océana (détruite en 1975), avenue de l'Impératrice, Biarritz.
- 1905-1907, villa d'Albert-Guillaume Leuba (appelée villa Natacha à partir des années 1920), 110 rue d'Espagne, Biarritz[8],
- 1906, hôtel Princess, 2 boulevard Sainte-Beuve, Boulogne-sur-Mer,
- 1908-1911, Trianon Hôtel des Terrasses au Tréport (détruit),
- 1909, immeuble de rapport, 163 boulevard de l'Hôpital, Paris 13e,
- 1909-1911, Palace Hôtel de Monterrey (Mexique) aujourd'hui Gran Hotel Ancira,
- 1910, Hôtel Frascati au Havre (détruit),
- 1911, immeuble de rapport, 29 rue La Boétie, Paris 8e,
- 1911, Golf Hôtel de Beauvallon à Grimaud, achevé par Julien Fleggenheimer,
- 1912, immeuble de rapport, 1 rue Ferdinand-Flocon, Paris 18e,
- 1913, immeuble commercial et de bureaux pour les établissements Majorelle, 124-126 rue de Provence, Paris 8e,
- 1913, Hôtel du Parc à Bourbonne-les-Bains.

## Postérité
Une avenue au Canadel porte son nom. Le nom Sarazin y est - officiellement - orthographié par erreur « Sarrazin », par confusion avec les Sarrazins qui envahirent la région aux IXe et Xe siècles. Il faut souligner que la présence de vestiges réputés sarrazins dans la propriété Sazarin (une tour ruinée) au Canadel a ajouté à la méprise.